# Theodor Körner (Birnensorte)
Die Birnensorte Theodor Körner wurde von Jean-Baptiste van Mons gezüchtet und von diesem 1838 als Edelreiser an den deutschen Pomologen Johann Georg Conrad Oberdieck gesandt. Sie war Bestandteil einer Sendung von 300 unbenannten Reisern, von denen Oberdieck nach der Veredelung und Prüfung nur ungefähr 25 für erhaltenswert hielt. Er benannte die Sorte 'Theodor Körner' und beschrieb sie 1870 als sehr angenehme, reich tragende Tafelfrucht. Jean De Jonghe übersetzte den Namen, den sie in Anlehnung an den Dichter Theodor Körner erhielt, in Pippin Theodore. Sie eignet sich als Formobst auf wilden Sämlingen.

## Sorteneigenschaften
Die Sorte 'Theodor Körner' ist eine „sehr angenehme“, reich tragende Tafelfrucht.